# Дункан, Дэвид Дуглас
Дэвид Дуглас Дункан (англ. David Douglas Duncan; 23 января 1916, Канзас-Сити, Миссури, США — 7 июня 2018) — американский фотожурналист и военный фотокорреспондент.

## Биография
Дункан родился в Канзас-Сити, штат Миссури. Какое-то время Дэвид недолго посещал Университет Аризоны, где изучал археологию. Его карьера фотожурналиста началась, когда он фотографировал пожар в гостинице в Тусоне. Его фотографии включали одного из гостей отеля, который неоднократно предпринимал попытки вернуться в горящее здание за своим чемоданом. Эта фотография оказалась заслуживающей освещения в печати, когда тем гостем оказался печально известный Джон  Диллинджер, а в чемодане содержались доходы от ограбления банка, в котором он застрелил полицейского. К сожалению, фото потерялось вскоре было утеряно и никогда не печаталось. В 1938 году Дункан окончил факультеты зоологии и испанского языка Майамского университета. Он работал фоторедактором и фотографом университетской газеты.
После окончания учебного заведения Дункан стал заниматься внештатными работами для изданий The Kansas City Star, Life, National Geographic. Служил военным фотографом во время Второй мировой войны. Среди наиболее известных его репортажей — Битва за Окинаву. Во время подписания японцами Акта о капитуляции он находился на борту USS Missouri (BB-63).
Его фотографии военного времени были настолько впечатляющими, что после войны он был нанят Life на постоянной основе по настоянию главного фотографа журнала Дж. Р. Эйермана. В своё время Дункан освещал многие события, в том числе конец британского господства в Индии и конфликты в Турции, Восточной Европе, Африке и на Ближнем Востоке.
Возможно, его самые известные фотографии были сделаны во время Корейской войны. Он собрал многие из них в книге «Это война!» (1951), доходы от которой были переданы вдовам и детям морских пехотинцев, убитых в результате конфликта. Дункан считается самым известным фотографом тех боевых действий.
Из снимков вьетнамской войны журналист составил две книги «Я протестую!» (1968) и «Война без героев» (1970). Здесь Дункан отказался от беспристрастности и бросил вызов правительству США в отношении войны.
Среди «мирных» работ мастера выделяются многочисленные фотографии Пабло Пикассо, с которым его связывали длительные приятельские отношения, начало которым положил Роберт Капа.